# Supercup (Handballturnier) 1993
Der Supercup 1993 war der achte Supercup. Die schwedische Mannschaft gewann ihren ersten Titel.

## Modus
In dieser Austragung spielten vier Mannschaften im Modus „Jeder gegen Jeden“.

## Wertungskriterien
1. höhere Anzahl Punkte;
2. bessere Tordifferenz;
3. höhere Anzahl erzielter Tore;
4. das Los.

## Tabelle
| Pl. | Land        | Sp. | S | U | N | Tore    | Diff. | Punkte |
| --- | ----------- | --- | - | - | - | ------- | ----- | ------ |
| 1.  | Schweden    | 3   | 3 | 0 | 0 | 078:650 | +13   | 06:00  |
| 2.  | Deutschland | 3   | 2 | 0 | 1 | 082:690 | +13   | 04:20  |
| 3.  | Schweiz     | 3   | 0 | 1 | 2 | 062:720 | −10   | 01:50  |
| 4.  | Rumänien    | 3   | 0 | 1 | 2 | 067:830 | −16   | 01:50  |

## Spiele
| 26. November 1993 18:30 Uhr | Schweden              | 30:23   | Rumänien                        | Europahalle, Karlsruhe Zuschauer: 4.200 Schiedsrichter: Bußjäger/Hauck |
| 26. November 1993 18:30 Uhr | meiste Tore: Olsson 8 | (16:10) | meiste Tore: Dedu, Sajenev je 6 | Europahalle, Karlsruhe Zuschauer: 4.200 Schiedsrichter: Bußjäger/Hauck |
| 26. November 1993 18:30 Uhr | Strafen: 2× 1×        |         | Strafen: 2×                     | Europahalle, Karlsruhe Zuschauer: 4.200 Schiedsrichter: Bußjäger/Hauck |

| 26. November 1993 20:15 Uhr | Deutschland                   | 28:21          | Schweiz                                | Europahalle, Karlsruhe Zuschauer: 4.200 Schiedsrichter: Øie/Hogsnes |
| 26. November 1993 20:15 Uhr | meiste Tore: Hartz, Roos je 7 | (15:10)        | meiste Tore: Baumgartner, Schärer je 4 | Europahalle, Karlsruhe Zuschauer: 4.200 Schiedsrichter: Øie/Hogsnes |
| 26. November 1993 20:15 Uhr |                               | Strafen: 1× 2× |                                        | Europahalle, Karlsruhe Zuschauer: 4.200 Schiedsrichter: Øie/Hogsnes |

| 27. November 1993 15:00 Uhr | Rumänien             | 20:29  | Deutschland                     | Rhein-Neckar-Halle, Eppelheim Zuschauer: 3.800 |
| 27. November 1993 15:00 Uhr | meiste Tore: Licu 10 | (8:16) | meiste Tore: Fuhrig, Hartz je 5 | Rhein-Neckar-Halle, Eppelheim Zuschauer: 3.800 |
| 27. November 1993 15:00 Uhr |                      |        |                                 | Rhein-Neckar-Halle, Eppelheim Zuschauer: 3.800 |

| 27. November 1993 17:00 Uhr | Schweden                    | 20:17  | Schweiz                                 | Rhein-Neckar-Halle, Eppelheim Zuschauer: 3.800 Schiedsrichter: Thomas/Thomas |
| 27. November 1993 17:00 Uhr | meiste Tore: M. Andersson 6 | (11:6) | meiste Tore: Brunner, Lima Fuentes je 5 | Rhein-Neckar-Halle, Eppelheim Zuschauer: 3.800 Schiedsrichter: Thomas/Thomas |
| 27. November 1993 17:00 Uhr | Strafen: 2×                 |        | Strafen: 2× 4×                          | Rhein-Neckar-Halle, Eppelheim Zuschauer: 3.800 Schiedsrichter: Thomas/Thomas |

| 28. November 1993 13:00 Uhr | Schweiz             | 24:24   | Rumänien             | Sporthalle, Böblingen Zuschauer: 3.000 |
| 28. November 1993 13:00 Uhr | meiste Tore: Rohr 6 | (12:12) | meiste Tore: Licu 10 | Sporthalle, Böblingen Zuschauer: 3.000 |
| 28. November 1993 13:00 Uhr | Strafen: 1×         |         |                      | Sporthalle, Böblingen Zuschauer: 3.000 |

| 28. November 1993 15:00 Uhr | Deutschland          | 25:28   | Schweden              | Sporthalle, Böblingen Zuschauer: 4.300 Schiedsrichter: Øie/Hogsnes |
| 28. November 1993 15:00 Uhr | meiste Tore: Zerbe 6 | (11:16) | meiste Tore: Carlén 8 | Sporthalle, Böblingen Zuschauer: 4.300 Schiedsrichter: Øie/Hogsnes |
| 28. November 1993 15:00 Uhr | Strafen: 2×          |         | Strafen: 2× 1×        | Sporthalle, Böblingen Zuschauer: 4.300 Schiedsrichter: Øie/Hogsnes |

## Aufgebote
| 1. | 2. | 3. | 4. |
| --- | --- | --- | --- |
| Marcus Lindblad (Torwart) Jan Stankiewicz (Torwart) Magnus Andersson Robert Andersson Stefan Andersson Per Carlén Anders Eliasson Jerry Hallbäck Robert Hedin Ola Lindgren Stefan Lövgren Staffan Olsson Tommy Suoraniemi Pierre Thorsson Robert Venäläinen Magnus Wislander | Jan Holpert (Torwart) Christian Ramota (Torwart) Andreas Thiel (Torwart) Jean Baruth Mike Fuhrig Jürgen Hartz Thomas Knorr Stefan Kretzschmar Jörg Kunze Holger Löhr Marc Nagel Klaus-Dieter Petersen Bernd Roos Christian Schwarzer Hajo Wulff Volker Zerbe | Rolf Dobler (Torwart) Urs Heimann (Torwart) Christian Meisterhans (Torwart) Marc Baumgartner Heinz Bollinger Roman Brunner Roman Derungs Frank Heinzmann Carlos Lima Fuentes Ivan Pavlović Beat Rellstab Patrick Rohr Stefan Schärer Daniel Spengler | Daniel Apostu (Torwart) Sorin Toacsen (Torwart) Iulian Alexandru Ciprian Besta Mitică Bontaş Sebastian Bota Alexandru Dedu Constantin Dragomir Robert Licu Costică Neagu Adrian Popovici Cătălin Popovici Ionel Radu Titel Răduță Vasile Sajenev Eliodor Voica |
| | | | Anm. |
| Bengt Johansson (Trainer) | Arno Ehret (Trainer) | Gunnar Blombäck (Trainer) | Otto Heel (Trainer) |

## Torschützenliste
| Pl. | Name                | Team        | Tore | FT | 7m | T/S  |
| --- | ------------------- | ----------- | ---- | -- | -- | ---- |
| 1   | Robert Licu         | Rumänien    | 20   | 14 | 6  | 10   |
| 2   | Bernd Roos          | Deutschland | 15   | 12 | 3  | 5    |
|     | Jürgen Hartz        | Deutschland | 15   | 9  | 6  | 5    |
| 4   | Roman Brunner       | Schweiz     | 13   | 13 | 0  | 4,33 |
|     | Magnus Wislander    | Schweden    | 13   | 13 | 0  | 4,33 |
| 6   | Volker Zerbe        | Deutschland | 12   | 12 | 0  | 4    |
| 7   | Magnus Andersson    | Schweden    | 11   | 6  | 5  | 5,5  |
|     | Per Carlén          | Schweden    | 11   | 11 | 0  | 3,67 |
|     | Ola Lindgren        | Schweden    | 11   | 11 | 0  | 3,67 |
| 10  | Staffan Olsson      | Schweden    | 10   | 5  | 5  | 5    |
|     | Alexandru Dedu      | Rumänien    | 10   | 10 | 0  | 3,33 |
|     | Christian Schwarzer | Deutschland | 10   | 10 | 0  | 3,33 |

## Auszeichnungen
| Auszeichnung   | Name             | Team        |
| -------------- | ---------------- | ----------- |
| Bester Torwart | Andreas Thiel    | Deutschland |
| Bester Spieler | Magnus Wislander | Schweden    |
| Quelle:        |                  |             |